# Albert Van Vlierberghe
Albert Van Vlierberghe (Belsele, 18 maart 1942 — Sint-Niklaas, 20 december 1991) was een Belgisch beroepsrenner. Van Vlierberghe won drie ritten in de Ronde van Frankrijk en drie ritten in de Ronde van Italië.

## Palmares
1963
- BEL Nationaal Kampioen bij de Liefhebbers op de weg

1965
- Eindklassement  Ronde van Loir-et-Cher

1966
- Mere
- Ronde van Frankrijk 7de etappe
- Westouter
- Omloop der Vlaamse Gewesten
- Belsele - Puivelde
- Strombeek-Bever

1967
- Kemzeke
- Kortrijk
- Malderen
- Ronde van Italië 9de etappe

1968
- Belsele - Puivelde
- Kustpijl
- GP Dr. Eugeen Roggeman – Stekene
- Zwijnaarde

1969
- Hannut
- Oostakker
- Sint-Martens-Lierde
- Ronde van Italië 5de etappe
- Tre Province

1970
- Flèche Rebecquoise
- Harelbeke - Poperinge - Harelbeke

1970
- Ronde van Frankrijk 16de etappe

1971
- Alassio
- GP E5
- Hannut
- Harelbeke - Poperinge - Harelbeke
- Houthulst
- Omloop van de Fruitstreek
- Sassari - Cagliari
- Sint-Gillis-Waas
- Waasmunster
- GP Stad Zottegem
- Ronde van Frankrijk etappe 1C

1972
- Brussel - Meulebeke
- De Panne

1972
- Ronde van Italië 9de etappe
- Hannut
- Maria-Aalter
- Ottignies
- Sinaai

1973
- Lokeren
- GP van Wallonië

1974
- Bankprijs
- Oostakker
- Sinaai
- GP Zele
- Ninove

1975
- Belsele - Puivelde
- Bilzen

1976
- Zwevezele

1977
- Kortemark
- GP Zele

1978
- Baasrode

1980
- Baasrode
- Belsele

## Resultaten in voornaamste wedstrijden
| Jaar | Ronde van Italië | Ronde van Frankrijk | Ronde van Spanje |
| ---- | ---------------- | ------------------- | ---------------- |
| 1966 |                  | buiten tijd (1)     |                  |
| 1967 | 60e (1)          |                     |                  |
| 1968 | opgave           |                     |                  |
| 1969 | 38e (1)          |                     |                  |
| 1970 | 43e              | 48e (1)             |                  |
| 1971 | 36e              | 29e (1)             |                  |
| 1972 | 57e (1)          |                     |                  |
| 1973 | opgave           | 52e                 |                  |
| 1974 | 69e              |                     |                  |
| 1975 |                  | 32e                 |                  |
| 1976 |                  | 57e                 |                  |
| 1977 | 72e              |                     | 35e              |
| 1978 |                  | 56e                 |                  |

| Jaar | Milaan-San Remo | Gent-Wevelgem | Ronde van Vlaanderen | Parijs-Roubaix | Amstel Gold Race | Rund um den Henninger-Turm | Omloop Het Volk | Dwars door Vlaanderen |
| ---- | --------------- | ------------- | -------------------- | -------------- | ---------------- | -------------------------- | --------------- | --------------------- |
| 1966 | 111e            | 51e           |                      |                |                  |                            | 69e             |                       |
| 1967 |                 | 49e           | 48e                  |                |                  |                            |                 |                       |
| 1968 |                 | 57e           | 34e                  |                |                  |                            | 51e             |                       |
| 1969 | 110e            | 38e           |                      |                |                  |                            |                 | Zilver                |
| 1970 | 23e             |               |                      |                |                  |                            |                 |                       |
| 1971 | 9e              |               |                      |                |                  |                            |                 |                       |
| 1972 | 31e             | 6e            | 11e                  | 22e            |                  |                            |                 |                       |
| 1973 | 54e             |               | 14e                  |                | 6e               | 15e                        | Brons           |                       |
| 1974 |                 |               |                      |                |                  | 10e                        |                 |                       |
| 1975 |                 |               |                      |                | 22e              |                            |                 |                       |
| 1976 |                 |               |                      |                |                  |                            |                 |                       |
| 1977 |                 | 32e           |                      |                |                  |                            |                 |                       |
| 1978 |                 | 37e           |                      |                |                  |                            |                 |                       |

Wielerploegen van Albert Van Vlierberghe
Andries ·
Baudeweijns ·
Beheydt ·
Blockx ·
Bocklant ·
Boonen ·
Boons ·
Bosmans ·
Boucquet ·
Brands ·
Claes ·
Corstjens ·
Couchez ·
De Loof ·
Demunster (vanaf 14/06) · 
De Pré ·
De Wilde ·
Delameilleure ·
Delefortrie ·
Eeckhout ·
Esprit ·
Eugen ·
Everaerts ·
Foré ·
Frennet ·
Gaelens ·
Gekière ·
Gevaert ·
Gomes de Carvalho ·
Goots ·
Haelterman ·
Haven ·
Hoogewijs ·
Hoskens (vanaf 18/08) ·
Houbrechts ·
Huygens ·
R. Joosen ·
M. Joosen ·
Kindermans ·
Lauwers ·
Lenaers ·
Leijten ·
Meert ·
Miele ·
Molenaers ·
Nolmans ·
Ongenae ·
Planckaert ·
Post ·
Reybrouck ·
Roman ·
Samyn ·
Schütz ·
Sersté ·
Steyaert ·
Thomaes ·
Van De Rijse (vanaf 09/06) ·
Vandenberghe ·
Van Haverbeke ·
Van Loo ·
Van Poucke ·
Van Tongerloo ·
Van Vlierberghe ·
Van Wynsberghe ·
Vanclooster · 
Van Damme ·
Vandromme ·
Vanheste (vanaf 16/05) ·
Vanhevel ·
van de Ven ·
Vergauwe ·
Vermaelen ·
H. Vrancken ·
R. Vrancken · 
Vyncke ·
van der Vleuten
Berckmans ·
Bruyère ·
De Buysschere ·
Deschoenmaecker ·
Delcroix ·
Huysmans ·
Janssens ·
Lievens ·
Martin ·
Merckx  ·
Mintjens ·
Rosiers ·
Rottiers ·
Spileers ·
Spruyt ·
Van Braeckel ·
Van Schil ·
Van Vlierberghe
Beyssens ·
Cael ·
Cuyle ·
Dedeckere (vanaf 30/09) ·
Demeyer ·
Desruelle (vanaf 30/09) ·
Giustizia (vanaf 03/09) ·
Hesters ·
Loder (vanaf 15/06) ·
Maertens  ·
Michiels ·
Ongenae ·
Pollentier ·
Schmid (vanaf 01/06) ·
Schroyens ·
Tabak ·
Van de Poel ·
Van der Slagmolen ·
Van De Vijver ·
A. Van Vlierberghe ·
F. Van Vlierberghe ·
Vanspringel ·
Verhaegen ·
Verplancke ·
Verschaeve · 
Verschuere
Beyssens ·
Bittinger ·
Bolle ·
Borguet ·
Clark ·
Constant ·
Converset ·
Cuyle ·
De Carvalho ·
Dedeckere ·
Demeyer ·
Desruelle ·
Giustizia (tot 01/06) ·
Govaerts ·
Hesters ·
Kelly ·
Loder ·
Maertens  ·
Malfait ·
Mariotti ·
Martínez ·
Muselet ·
Myngheer (vanaf 01/04) ·
Naegels ·
Pollentier ·
Sanders ·
Schmid ·
Schroyens ·
Tinazzi ·
Van de Poel ·
Van der Slagmolen ·
Van De Vijver ·
Van Hoof ·
A. Van Vlierberghe ·
F. Van Vlierberghe ·
Verplancke ·
Verschaeve · 
Verschuere
Agostinho ·
Beyssens ·
Bittinger ·
Calzati ·
Clark ·
De Nul ·
De Roo ·
Dedeckere ·
Demeyer ·
Desruelle ·
H. Devos ·
P. Devos (vanaf 01/08) ·
Dubois ·
Dumont ·
Heirweg ·
Hendrickx ·
J-P. Hosotte ·
P. Hosotte ·
Kelly ·
Loder ·
Maertens ·
Malfait ·
Mariotti ·
Meernhout ·
Muselet ·
Myngheer ·
Ongenae ·
Pollentier ·
Salm ·
Theunis ·
Tilmant ·
Tinazzi ·
Vallaeys ·
Van Vlierberghe ·
Verplancke ·
Verschaeve · 
Verschuere
Agostinho ·
Assez ·
Bonnet ·
Bittinger ·
Bruyère ·
Ceulemans ·
De Roo ·
Deschoenmaecker ·
Demeyer ·
Desruelle ·
H. Devos ·
P. Devos ·
Hendrickx ·
Janssens ·
Leman ·
Maertens ·
Mariotti ·
Martens ·
Michaud ·
Rogge ·
Thévenard · 

H. Van der Slagmolen ·
M. Van der Slagmolen ·
Van Dessel ·
Van Vlierberghe ·
Verfaillie ·
Verplancke ·
Verschuere ·
Vigneron